# Шайвет
Шайве́т (фр. Chaillevette) — коммуна во Франции, находится в регионе Новая Аквитания. Департамент коммуны — Шаранта Приморская. Входит в состав кантона Ла-Трамблад. Округ коммуны — Рошфор.
Код INSEE коммуны — 17079.

## Население
Население коммуны на 2010 год составляло 1458 человек.
| 1962 | 1968 | 1975 | 1982 | 1990 | 1999 | 2010 |
| ---- | ---- | ---- | ---- | ---- | ---- | ---- |
| 1120 | 1073 | 1011 | 1019 | 1031 | 1081 | 1458 |